# 怡嬪
怡嬪（いひん、	康熙60年4月6日（1721年） - 乾隆22年5月15日（1757年））は、清の乾隆帝の側妃。蘇州出身。姓は柏氏、のち柏佳氏。平民の柏士彩の庶出の長女。同じく乾隆帝の側室である白貴人の同母姉。

## 生涯
乾隆2年(1737年)、貴人に封される。
乾隆6年(1741年)、嘉嬪が妃に封じられた際に、貴人柏氏もに晋封され、同年内に怡嬪に正式冊封された。
乾隆10年（1766年）、妹が后妃選定面接試験「選秀女」を受けて合格し、柏常在に封じられ、妃嬪になる。
乾隆22年5月15日（1757年）、逝去し、清東陵の妃園寝に陪葬された。

## 登場作品
- 如懿伝 〜紫禁城に散る宿命の王妃〜（2017年、中国、演：ハー・ホンシャン）
- 瓔珞〜紫禁城に燃ゆる逆襲の王妃〜（2018年、中国、演：シュー・バイホイ（中国語版））

## 伝記資料
- 『清史稿』